# Cantón Salinas
Cantón Salinas är en kanton i Ecuador.   Den ligger i provinsen Santa Elena, i den västra delen av landet, 300 km sydväst om huvudstaden Quito. Antalet invånare är 68 675. Arean är 97 kvadratkilometer.
Terrängen i Cantón Salinas är platt.
Följande samhällen finns i Cantón Salinas:
- Salinas